# Sadykierz (Maków)
Pour les articles homonymes, voir Sadykierz.
Sadykierz (prononciation : [saˈdɨkʲɛʂ]) est un village polonais de la gmina de Młynarze dans le powiat de Maków de la voïvodie de Mazovie dans le centre-est de la Pologne.
Il se situe à environ 4 kilomètres à l'ouest de Młynarze (siège de la gmina), 23 kilomètres au nord-est de Maków Mazowiecki (siège du powiat) et à 88 kilomètres au nord de Varsovie (capitale de la Pologne).

## Histoire
De 1975 à 1998, le village appartenait administrativement à la voïvodie d'Ostrołęka.